# Music for Space Squirrels
| Recensione | Giudizio |
| ---------- | -------- |
| AllMusic   | [ 1 ]    |

Music for Space Squirrels è un album discografico a nome Al Caiola's Magic Guitars, pubblicato dall'etichetta discografica Atco Records nell'aprile del 1960.

## Tracce
Lato A
1. Nobody's Sweetheart – 1:59 (Gus Kahn, Ernie Erdman, Elmer Schoebel, Billy Meyers)
2. Bugle Call Rag – 1:58 (Elmer Schoebel, Billy Meyers, Jack Pettis)
3. When the Saints Go Marching In – 1:54 (Tradizionale)
4. Guitar Boogie – 2:04 (Arthur Smith)
5. Sweet Lorraine – 3:02 (Mitchell Parish, Cliff Burwell)
6. Maple Leaf Rag – 2:04 (Tradizionale)

Lato B
1. Diga Diga Doo – 2:15 (Dorothy Fields, Jimmy McHugh)
2. Goofus – 2:21 (Gus Kahn, Wayne King, William Harold)
3. Twelfth Street Rag – 1:53 (Euday L. Bowman, Andy Razaf)
4. Farewell Blues – 2:58 (Elmer Schoebel, Paul Mares, Leon Roppolo)
5. The Darktown Strutter's Ball – 2:27 (Shelton Brooks)
6. Angry – 2:02 (Jules Cassard, Henry Brunies, Merritt Brunies)

## Musicisti
- Al Caiola - chitarra
- Lloyd Trotman - contrabbasso
- Panama Francis - batteria
- James Mitchell - strumento/strumenti sconosciuto[5]

Note aggiuntive
- Registrazioni effettuate l'8 maggio 1958 a New York
- Tom Dowd - ingegnere delle registrazioni
- Milton Glaser - copertina album
- Gary Kramer - note retrocopertina album[6]